# Chou Tien-Chen
Chou Tien-Chen –en chino, 周天成– (Taipéi, 8 de enero de 1990) es un deportista taiwanés que compite en bádminton.
Ganó una medalla de bronce en el Campeonato Mundial de Bádminton de 2022, en la prueba individual. Participó en dos Juegos Olímpicos de Verano, ocupando el quinto lugar en Río de Janeiro 2016 y el quinto en Tokio 2020.

## Palmarés internacional
| Campeonato Mundial | Campeonato Mundial | Campeonato Mundial | Campeonato Mundial |
| Año                | Lugar              | Medalla            | Prueba             |
| ------------------ | ------------------ | ------------------ | ------------------ |
| 2022               | Tokio (Japón)      | Medalla de bronce  | Individual         |